# Aloe maculata
Aloe maculata là một loài thực vật có hoa trong họ Măng tây. Loài này được All. mô tả khoa học đầu tiên năm 1773.

## Hình ảnh

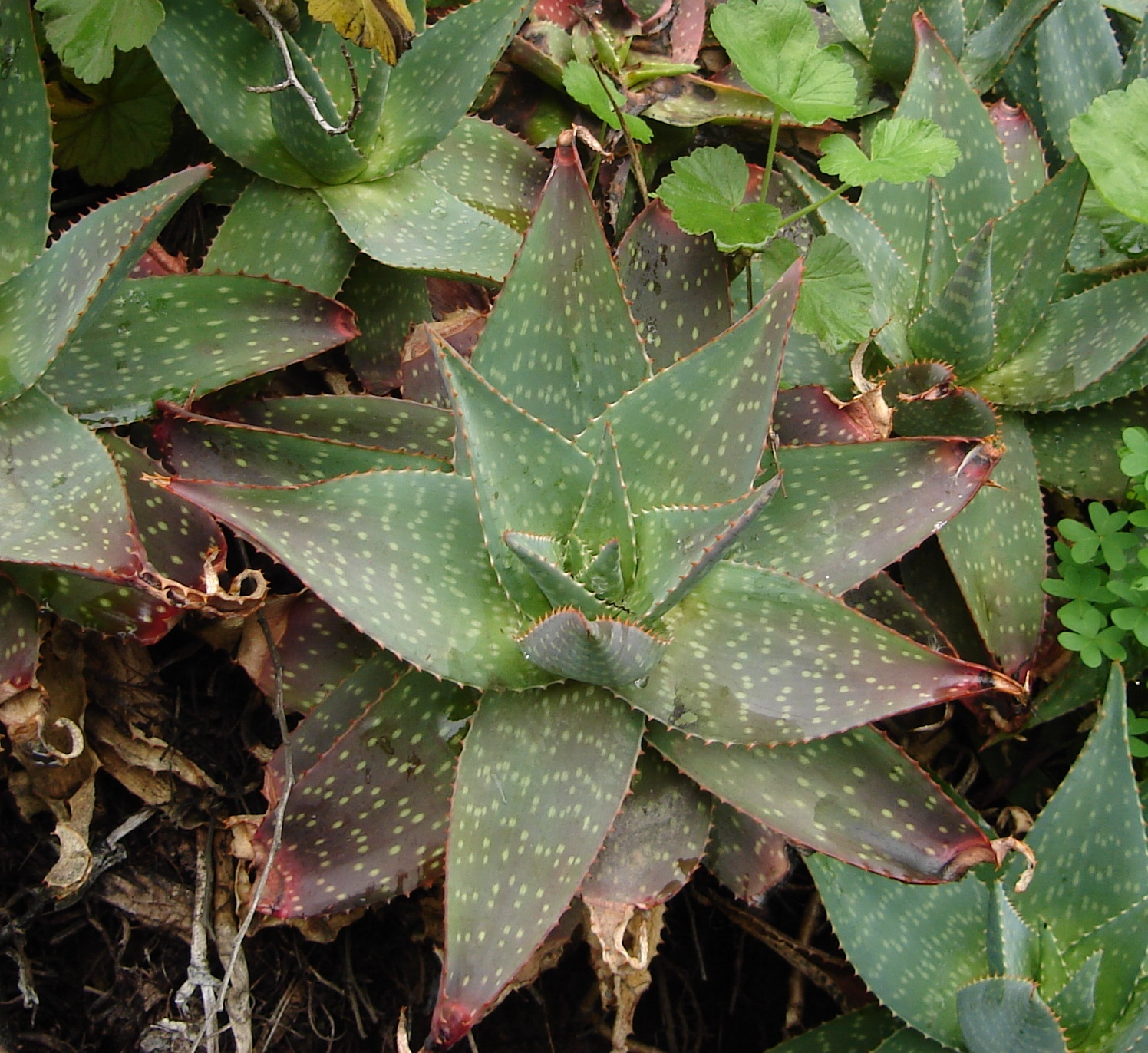
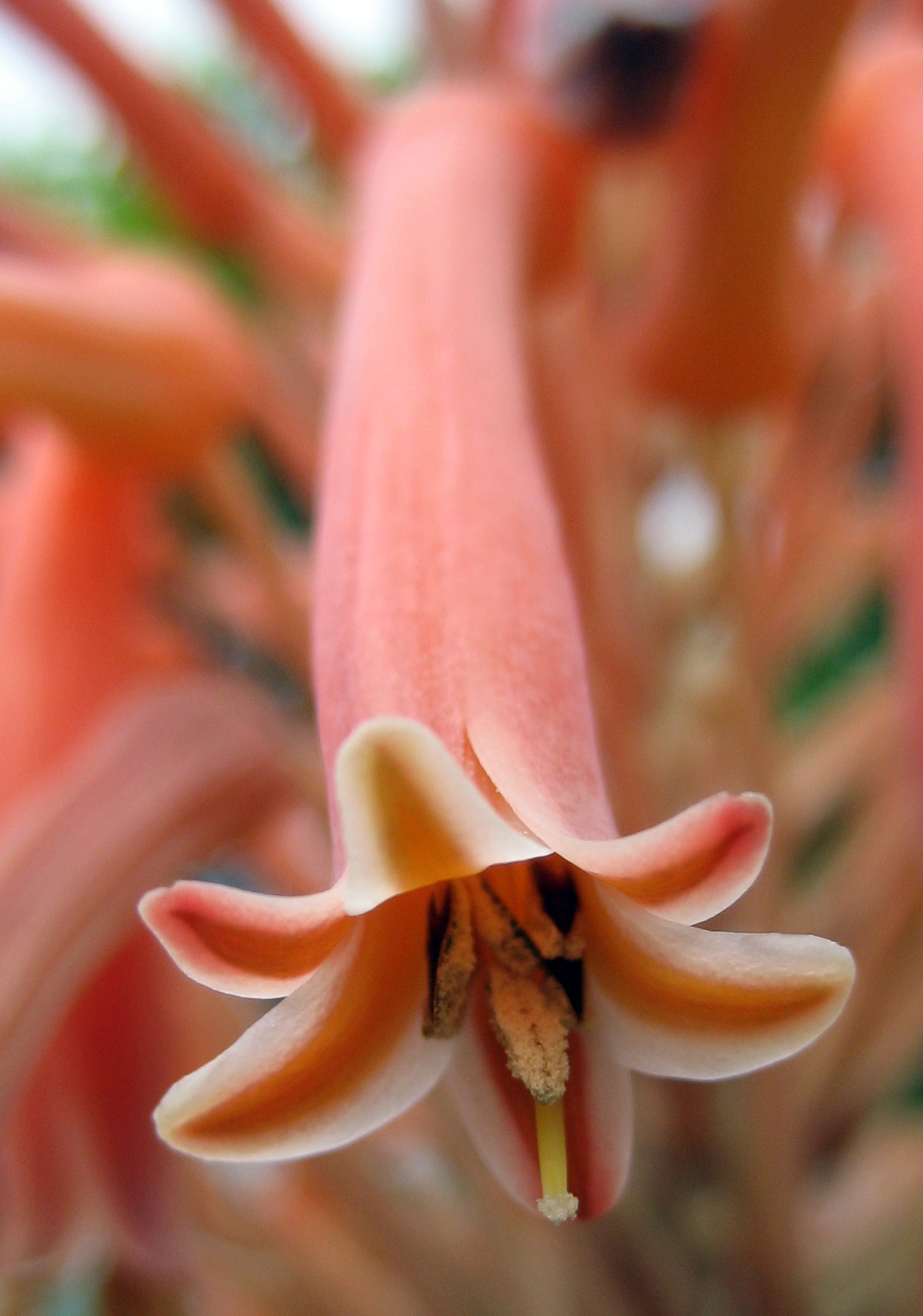
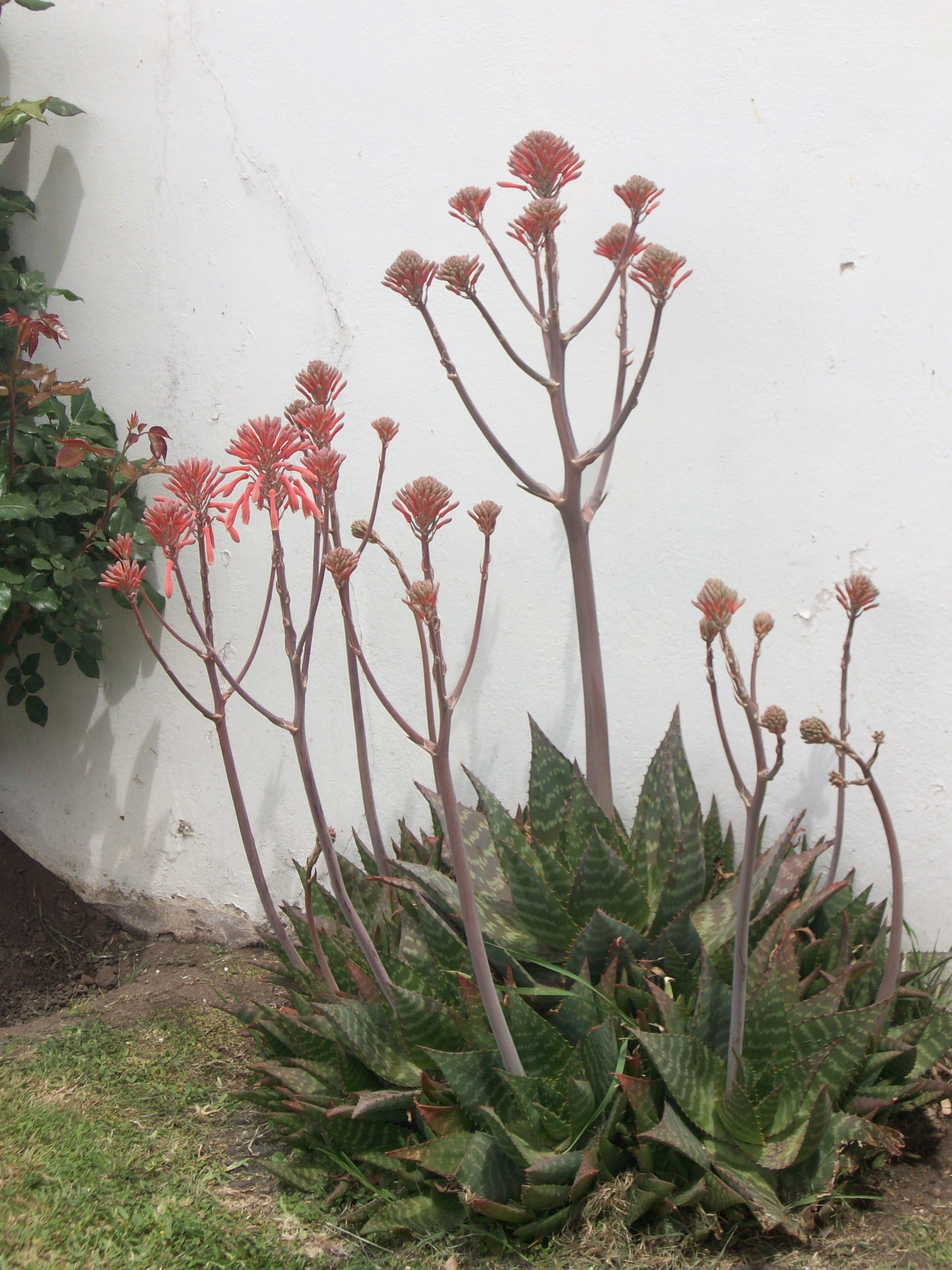
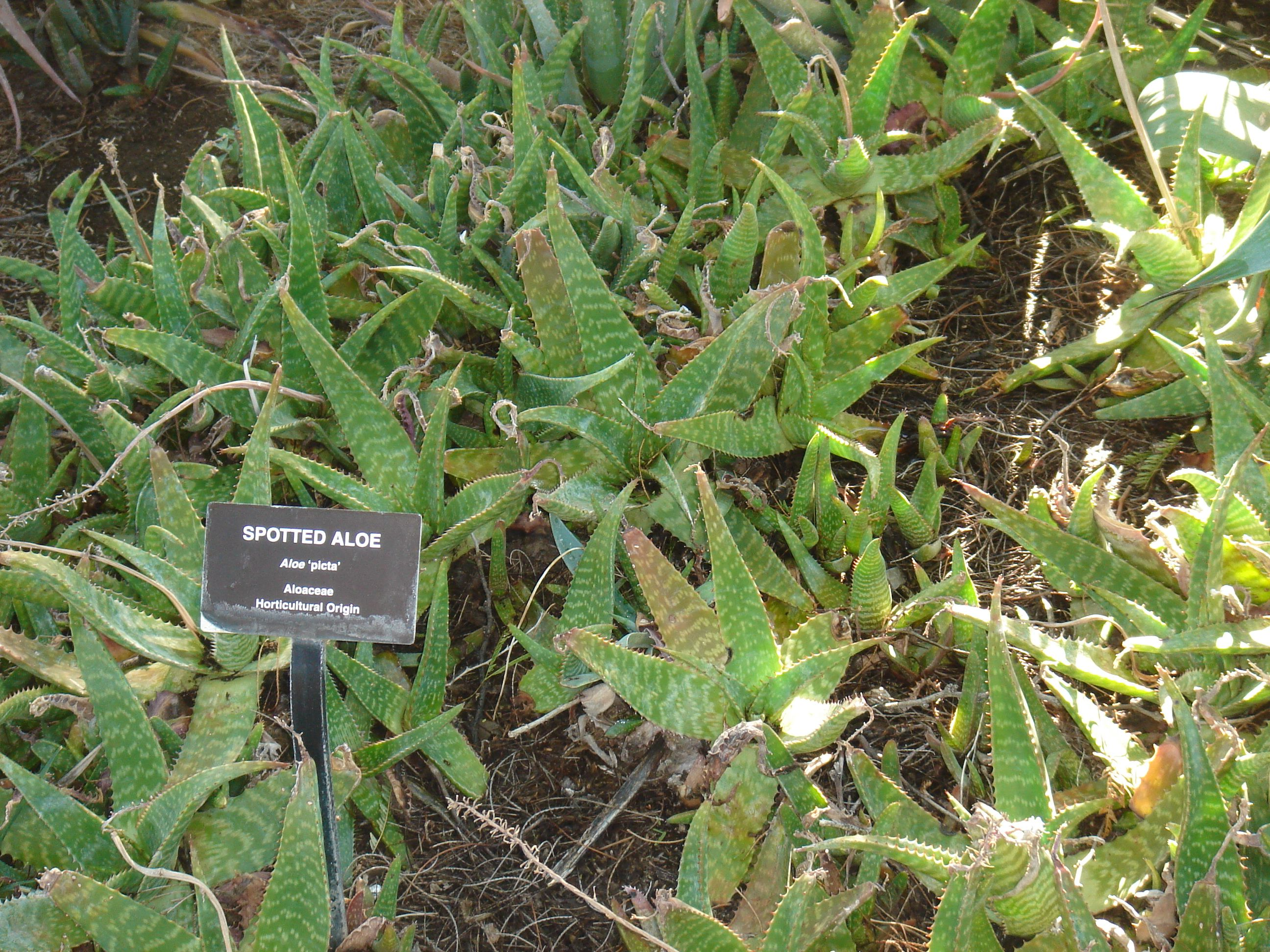